# Wissem Naouali
Wissem Naouali (* 5. November 1983 in Menzel Temime) ist ein ehemaliger tunesischer Fußballtorhüter.
Nach seiner aktiven Karriere arbeitete er als Torwarttrainer bei verschiedenen Vereinen, unter anderem für Grombalia Sport, AS Soliman sowie weitere Klubs in Tunesien und beim Al-Rawdhah Club in Saudi-Arabien.

## Erfolge
- Tunesischer Meister 2010